# Brachythecium brachycladum
Brachythecium brachycladum là một loài rêu trong họ Brachytheciaceae. Loài này được Paris mô tả khoa học đầu tiên năm 1900.